# Zamarada translucida
Zamarada translucida är en fjärilsart som beskrevs av Moore 1887. Zamarada translucida ingår i släktet Zamarada och familjen mätare. Inga underarter finns listade i Catalogue of Life.